# Glinik Gorlice
Glinik Gorlice – polski klub piłkarski z siedzibą w Gorlicach, założony na terenie dawnego Glinika Mariampolskiego.

## Drużyny
Seniorzy – IV liga, grupa: małopolska
Kobiety – III liga, małopolska
Juniorzy starsi (U-19) – Małopolska Liga Juniorów
Juniorzy młodsi (U-17) – I liga juniorów młodszych, grupa: Nowy Sącz
Trampkarze starsi (U-15) – I liga trampkarzy, grupa: Nowy Sącz
Trampkarze młodsi (U-13) – I liga młodzików, grupa: A – Nowy Sącz
Orlicy (U-11) – I liga orlików, grupa: Nowy Sącz
Żacy (U-9)

## Nazwy klubu
- 1921 – RKS (Robotniczy Klub Sportowy) Siła
- 1924 – KS Karpatia
- 1945 – KS Orzeł
- 1948 – KS Związkowiec (fuzja z Karpatią Glinik Mariampolski)[1]
- 1952 – KS Unia
- 1953 – MZKS (Międzyzakładowy Klub Sportowy) Górnik
- 1965 – GKS (Górniczy Klub Sportowy) Glinik
- 21.08.2001 – KS Glinik/Karpatia
- 13.02.2009 – GKS (Gorlicki Klub Sportowy) Glinik

## Rozgrywki ligowe
| Sezon   | Liga                                          | Pozycja | Punkty | Bramki | Uwagi                    |
| ------- | --------------------------------------------- | ------- | ------ | ------ | ------------------------ |
| 2001/02 | IV liga, grupa: małopolska (Nowy Sącz-Tarnów) | 5       | 45     | 40-35  |                          |
| 2002/03 | IV liga, grupa: małopolska (Nowy Sącz-Tarnów) | 4       | 44     | 37-39  |                          |
| 2003/04 | IV liga, grupa: małopolska (Nowy Sącz-Tarnów) | 4       | 52     | 50-35  |                          |
| 2004/05 | IV liga, grupa: małopolska (Nowy Sącz-Tarnów) | 6       | 46     | 60-35  |                          |
| 2005/06 | IV liga, grupa: małopolska (Nowy Sącz-Tarnów) | 2       | 68     | 58-21  |                          |
| 2006/07 | IV liga, grupa: małopolska                    | 7       | 58     | 52-37  |                          |
| 2007/08 | IV liga, grupa: małopolska                    | 5       | 58     | 60-45  |                          |
| 2008/09 | III liga, grupa: małopolsko-świętokrzyska     | 9       | 39     | 34-29  | [ 2 ]                    |
| 2009/10 | III liga, grupa: małopolsko-świętokrzyska     | 17      | 21     | 25-67  | spadek                   |
| 2010/11 | IV liga, grupa: małopolska                    | 15      | 15     | 19-59  | spadek                   |
| 2011/12 | Liga okręgowa, grupa: Nowy Sącz               | 5       | 50     | 66-45  |                          |
| 2012/13 | Liga okręgowa, grupa: Nowy Sącz               | 1       | 62     | 65-35  | awans                    |
| 2013/14 | IV liga, grupa: małopolska (wschód)           | 6       | 46     | 44-44  |                          |
| 2014/15 | IV liga, grupa: małopolska (wschód)           | 11      | 36     | 32-41  |                          |
| 2015/16 | IV liga, grupa: małopolska (wschód)           | 5       | 51     | 62-47  |                          |
| 2016/17 | IV liga, grupa: małopolska (wschód)           | 12      | 33     | 36-52  |                          |
| 2017/18 | IV liga, grupa: małopolska (wschód)           | 6       | 49     | 55-50  |                          |
| 2018/19 | IV liga, grupa: małopolska (wschód)           | 8       | 42     | 42-49  |                          |
| 2019/20 | IV liga, grupa: małopolska (wschód)           | 10      | 23     | 21-20  | [ 3 ]                    |
| 2020/21 | IV liga, grupa: małopolska (wschód)           | 8       | 44     | 49-43  |                          |
| 2021/22 | IV liga, grupa: małopolska (wschód)           | 8       | 55     | 64-56  |                          |
| 2022/23 | IV liga, grupa: małopolska                    | 8       | 51     | 60-56  |                          |
| 2023/24 | IV liga, grupa: małopolska                    | 14      | 44     | 65-60  |                          |
| 2024/25 | IV liga, grupa: małopolska                    | 2       | 78     | 65-36  | przegrane baraże o awans |

| Oznaczenie kolorami |
| ------------------- |
| IV poziom ligowy    |
| V poziom ligowy     |
| VI poziom ligowy    |

Źródło.

## Osiągnięcia
- 1/64 Pucharu Polski: 2005/06
- 2. miejsce w III lidze: 1984/85
- 7. miejsce w III lidze: 1985/86

## Trenerzy
- 2001–2002 – Marek Biega
- 2002–2003 – Marek Biega | Juliusz Kruszankin
- 2003–2004 – Juliusz Kruszankin | Marian Sieczkowski | Jacek Ćwik
- 2004–2005 – Jacek Ćwik | Josef Žofaj
- 2005–2006 – Josef Žofaj
- 2006–2007 – Josef Žofaj
- 2007–2008 – Josef Žofaj
- 2008–2009 – Mieczysław Szloch | Mateusz Żmigrodzki
- 2009–2010 – Andrzej Kuźma | Mateusz Żmigrodzki | Paweł Podczerwiński | Mateusz Żmigrodzki
- 2010–2011 – Stanisław Bończak
- 2011–2012 – Krzysztof Winiarski | Sebastian Szurek
- 2012–2013 – Sebastian Szurek
- 2013–2014 – Sebastian Szurek
- 2014–2015 – Janusz Kapuściński | Sebastian Szurek
- 2015–2016 – Robert Cionek
- 2016–2017 – Robert Cionek
- 2017–2018 – Daniel Dawiec | Grzegorz Hajnos
- 2018–2019 – Daniel Dawiec
- 2019–2020 – Daniel Dawiec | Tomasz Wacek

## Inne sekcje
W latach 50. działała sekcja hokeja na lodzie, której drużyna występowała w rozgrywkach ligi okręgowej rzeszowskiej. Sekcja została zawieszona w działalności w 1959, po czym przystąpiła do ligi ponownie w sezonie 1960/1961. Przed sezonem 1963/1963 sekcja uległa likwidacji. Lodowisko klubu zostało ustanowione na płycie boiska piłkarskiego. W sezonie 1965/1966 drużyna Górnika w ramach reaktywowanego ROZHL przystąpiła do rozgrywek o Puchar WKKFiT (Wojewódzki Komitet Kultury Fizycznej i Turystyki). Później Górnik grał w reaktywowanej lidze okręgowej rzeszowskiej edycji 1966/1967, 1967/1968, 1968/1969 (piąte miejsce). Do sezonu 1969/1970 drużyna nie została zgłoszona.